# 浦江旧部
浦江旧部（ほこうきゅうぶ、簡体字：浦江旧部）

之江新軍の反響の下、彼らと同じ様に習近平が書記を務めた上海市に係わりのある中央地方の正副省部級幹部の探索が報道関係者により進められた。

2007年3月習は浙江省書記より上海市書記に転任した。この人事は江沢民元総書記の一派の策動に胡錦濤総書記が譲歩したものとされる。当時の市のトップは上海市社会保険基金事件による陳良宇の突然の失脚により書記職を代行し2006年9月正式に代理書記に任命された韓正であり、胡氏に近く、団派とされる人物であった。その彼を押し退けて習は任じられたのである。この異動により習が2007年秋に開催する第17回党大会においての政治局入りの観測が報じられた。
2007年3月から10月までの7カ月ばかりの短い期間だが浦江旧部(ほこうきゅうぶ)とされる人材は多い。楊暁渡、陳豪、丁薛祥、徐麟、方星海、それから之江新軍でもある慎海雄と鍾紹軍。

## 浦江旧部の紹介
楊曉渡は薬学を修めたあと、1976年から2001年までチベット自治区各地でずっと働き、自治区副主席を最期に上海市に移った。習が着任してからの付き合いで、習は楊の仕事振りを賞賛していたという。2013年に中央紀検委員会の巡視組長として中央に進み、翌年の中央紀検委員会の委員に増補され、市委員会の常務委員・副書記に任命。さらに中央紀検委監察部機関党委員会書記にも増補されている。

陳豪は江蘇省の公社を振り出しに1978年から上海市の静安区で党委員会と区の役職を歴任したのち、1997年から上海市委員会の副秘書長に昇進。市級機関工作党委書記、市委弁公庁主任を経て、2007年上海市人大常委会副主任・市総工会主任の時に着任して来た習近平と知り合いになる。2010年に全国総工会党組副書記に転任し翌年副主席と書記処書記を兼務。2013年には党組書記に昇任し副主席・書記処第一書記となり正部級官員に到った。2014年の雲南省書記の落馬に伴う調整で省の委員会副書記・代理省長として雲南省入り、翌年副書記のまま、省長に昇進する。さらに2016年書記に昇格している。雲南省は一帯一路構想の一環の高速鉄道計画の始発点に予定されている。

丁薛祥は少々詳しく紹介する。丁は元々学校も含め機械関係の研究者であった。丁が1982年に卒業後、配属されたのが機械工業部の上海材料研究所である。そこで共青団書記を含め党の役職も務めながら1996年には所長にまで昇進している。1999年彼の人生は転換を迎える、つまり学術を捨て政治に向かったのである。37歳で上海市科学技術委員会の副主任に転任する。その後上海市党政機関を歴任し党組織部副部長として人事局長の兼任まで至る。2006年には韓正代理書記の下で副秘書長・弁公庁主任に抜擢され市の委員会直属機関機要の一切を掌握することとなった。翌2007年3月習が市委書記として転任してくると信任を得て5月の委員会全体会で楊曉渡・徐驎らとともに常務委員に選ばれ秘書長にも昇進、習の政治秘書を勤めることになる。一説には、丁が落馬した陳良宇勢力の「掃除」に助力したから習指導体制への平穏な移行がなされたことから印象深く、それが全面的な信頼に繋がったとするものもある習の政治局常務委員会入りの時は上海市に残り後任の兪正声を支え、彼からも評価されたという。2012年5月の党大会に於いて常務委員のまま政法委員会書記に転ずる。これは江沢民の甥で解任された政法委員会書記であった呉志明の片腕の、副市長・公安部長張学兵の昇格を阻止するためとされている。実はこの時には当時、常務副市長であった楊雄も常務委員から外すという大打撃をあたえているのだ。さて、政法委書記の件では異説もあって、丁を中央弁公庁副主任に任命する予定で進んでいたのに、上海での突発事態で急遽対応せざるを得ず齟齬をきたしてしまった栗戦書の「漏れ」なんだというものだ。これには後日談がある。2012年11月の第18回党大会に丁が70数名もの代表団の一員に加われなかった原因がこのことにあるというものだ。ひとつは、江一派の言わば報復とされ、もうひとつは、選ばれない理由が分からないので、この一件に絡んで兪正声の落胆ぶりからの想像で兪の関与を憶測するものである。結局のところ、丁は中央委員会候補委員には選ばれているのだが。2015年には予定されていた中央弁公庁副主任・中央総書記習近平弁公室主任に任命されている。丁はもちろん2015年9月には習近平のアメリカ訪問にも随行している。

徐麟は生まれも育ちも上海の生粋の上海人で、1982年最初についた職も上海市南匯県中学教師。その後は南匯県で共青団の書記や政策研究室などでキャリアを積みながら1992年県の常務委員・常務副県長まで到る。そのあと別の区に籍をおきながら、国主導のチベット支援62項目プロジェクトのうちの上海市による上下水道の無償援助プロジェクトに幹部として関与している。チベットからは帰って来た1998年からは上海市農工商(集団)本社のトップマネジメントに転じる。この組織は農場での生産、工場での商品化、スーパーマーケットでの販売までを担うその名の通りの上海市監督の国有の農・工・商の垂直流通流通企業グループであった。参考までに農工商集団はその後2006年の企業統合を経て中国最大級の食品産業集団の光明食品(集団)総公司と発展している。徐は2003年から上海市民生局、社会団体管理局の党政のトップを務めた。2007年徐が市農業委員会党組書記・主任の時、習近平が市書記に着任する。習は直ぐさま彼を5月の市委員会全体会で常務委員として抜擢した。その時の習の徐を紹介する言葉が残っている。「彼は市の執行グループの中で一番年少であって、チベットでの公務の経験もあるんだ」。この時から徐驎はライジングスターとして注目を集めている。習が去った後は常務委員のまま浦東新区主任に異動し、上海市のさらなる発展のため、かつて務めた南匯県転じての南匯区と浦東新区の合区を下敷きにした国際金融センター建設に取り組んでいる
。2013年からは常務委員のまま市委の宣伝部部長に替わったのち、2015年党中央ネットワーク安全情報化領導小組(zh)の弁公室副主任に抜擢され、その後一年ほど国務院の国家インターネット情報弁公室(zh)副主任も兼職したのち、領導小組弁公室主任・国家インターネット情報弁公室主任に昇進しているという。正部級である。この両組織は中国でよく見られる「一个机构两块牌子」というもの一類型で、ひとつの組織(一个机构)が党と国務院のそれぞれの看板計２枚(两块牌子)を掲げているものだが、悩ましいのは、これらは元々あった国務院新聞弁公室(zh)に加えられた看板であり、さらに国務院新聞弁公室自体が党の中央対外宣伝弁公室(zh)との一个机构两块牌子なのである。こちらのふたつの弁公室でもひとりの人間が主任を兼ねている。前任の魯煒は西側メディアからは「中国インターネットの門番」と呼ばれていたが、その名も引き継ぐようである。魯煒は着任一年ほどで中央宣伝部の副部長の肩書を得たのだが、徐の場合、主任昇格と同時か不明だが6月中には副部長となっていることが明らかになった。
彼の人となりを示す報道は多くないが、民生局当時の部下の話として記憶力が抜群だったことを、一度に20数人を紹介されたのち、次回再び会った時には名前で呼んでかけていたという話で示していた。絵を描くのが趣味だそうだ。また上海市宣伝部部長の時もマスコミ陣からの評判が良かったという。

慎海雄は、1998年から2012年まで新華社の浙江上海の両分社に在籍でだった1967年4月生まれの記者。2012年には新華社の副総編集長、2014年には新華社の副社長、2015年には広東省の党常務委員兼宣伝部長。ついたあだ名が「習の専用記者」。

鍾紹軍は習の転任に合わせて浙江省から党上海市弁公庁副主任として転昇任してきて、政治局常務委員会入りに伴って北京に移っている。

なお、之江、閩江に続く浦江とは、上海市の中心部を流れる黄浦江のことである。

### 浦江旧部一覧表＜出生順＞敬称略
| 氏名 (簡体字) | 生年月        | 習氏の上海市離任時の役職 2007年10月 | 「之江新軍」初出時の役職 2014年12月                                                              | 現在の役職 2016年8月                                                                                              |
| ------------- | ------------- | ----------------------------------- | ------------------------------------------------------------------------------------------------ | --- |
| 楊暁渡 杨晓渡 | 1953年10月    | 党市委常委・統一戦線部部長          | 党中央紀検委員会副書記、機関党委書記、 18期中央紀検委員会委員(増補)                              | 現職 |
| 陳豪 陈豪     | 1954年2月     | 市人大常委会副主任、市総工会主席    | 党雲南省委副書記、代省長                                                                         | 党雲南省委副書記、省長→書記                                                                                       |
| 丁薛祥        | 1962年9月     | 党市委常委・秘書長                  | 党中央弁公庁副主任・ 党総書記習近平同志弁公室(zh)主任(正部級)、 18期中央候補委員                 | 党中央弁公庁常務副主任・ 党総書記習近平同志弁公室(zh)主任(正部級)、 18期中央候補委員                              |
| 徐麟          | 1963年6月     | 市農業委員会主任                    | 党上海市委常務委員・宣伝部部長                                                                   | 党中央ネットワーク安全情報化領導小組(zh)弁公室主任(正部級) 国家インターネット情報弁公室(zh)主任、中央宣伝部副部長 |
| 方星海        | 1964年5月     | 市金融サービス弁公室主任            | 党中央財経領導小組(zh)弁公室経済四局局長                                                         | 党中国証券監督管理委員会(zh)副主席                                                                                |
| 慎海雄        | 1967年4月     | 新華社上海分社社長                  | 新華社副社長・党組成員                                                                           | 党広東省常委・宣伝部部長                                                                                          |
| 鍾紹軍 钟绍军 | 不明 1968年？ | 党市委員会弁公室副主任              | 党中央軍事委員会弁公庁副主任 党中央軍事委員会主席習近平同志弁公室(zh)主任 中国人民解放軍上級大佐 | 現職？ |